# Can Salisachs
Can Salisachs és una casa noucentista de Cadaqués (Alt Empordà) inclosa a l'Inventari del Patrimoni Arquitectònic de Catalunya.

## Descripció
Situada al sud del nucli històric de la població, a l'extrem oriental de la platja del Llaner Gran.
Es tracta d'un edifici entre mitgeres de planta quadrada, distribuït en planta baixa, dos pisos i alts. La coberta és a l'holandesa de teula, amb barbacana de permòdols de fusta i tres badalots amb teulada a dues aigües, damunt de cada un dels vessants més llargs. Tres de les quatre façanes són exemptes, dues d'elles encarades a mar i la principal orientada al carrer Dr. Bartomeus. L'element més destacable és una àmplia tribuna al nivell del primer pis, situada a la façana orientada a Sa Platjeta, que alhora s'utilitza com a terrassa a la segona planta. La resta d'obertures són de mida gran i rectangulars, exceptuant les de la planta dels alts que són més petites i d'arc de mig punt. El basament de la planta baixa està format per llambordes de pissarra de la zona, que contrasten amb els emmarcaments de les obertures, de rajola vidrada de color ocre, i amb els muntants dels vidres, de color blau. La resta de la façana està arrebossada i pintada de blanc.

## Història
Segons el Pla especial del front marítim del conjunt històric de Cadaqués, l'immoble fins fa poc l'edifici havia funcionat com hotel, encara que no precisa la data de la seva clausura.